# ポイントフォワード
ポイントフォワード（Point Forward）は、バスケットボールのポジションの呼称。フォワードの位置（インサイド）でポイントガードの仕事をするポジションのこと。また、フォワードの選手でありながらポイントガードの仕事ができる選手の総称 。特にNBAにおいて用いられる言葉である。

## 概要
NBA初期にはオスカー・ロバートソンが、このようなポジションでプレイしていた。多く見受けられるようになったのは1980年代に入ってからで、ラリー・バードもその一人である。ミルウォーキー・バックスのヘッドコーチだったドン・ネルソンが本来フォワードの選手をポイントガードの選手にマッチアップさせ、相手選手とのミスマッチ（身長差による不釣合い）を生じさせることを提案した。
2014年ファイナルでのプレースタイルからBeautiful Basketball（美しきバスケットボール）とメディアでも表現されるようになったサンアントニオ・スパーズでポイントフォワードを務めたボリス・ディアウがMVP級の活躍をしたことが、ポイントフォワードの重要性を示した。
NBAでは、スコッティ・ピッペンやレブロン・ジェームズらが該当する。
なお、ガードとフォワードの両方をプレイする選手を示す用語としては、他にガードフォワード (Guard Forward) やスウィングマンが存在する。ポイントフォワードがポイントガードとフォワードの両方の役割をこなすのに対し、スウィングマンはシューティングガードとフォワードの両方の役割をこなす。